# Mémorial de la 46e division d'infanterie (North Midlands)
 (mai 2018).
Si vous disposez d'ouvrages ou d'articles de référence ou si vous connaissez des sites web de qualité traitant du thème abordé ici, merci de compléter l'article en donnant les références utiles à sa vérifiabilité et en les liant à la section « Notes et références ».
Le Mémorial de la 46e North Midlands Division est un monument commémoratif de la Première Guerre mondiale situé sur le territoire de la commune de Bellenglise, dans le département de l'Aisne. Il est dédié à la gloire de la 46e North Midlands Division britannique qui s'est illustrée lors de la Première Guerre mondiale notamment en lors de la prise de Bellenglise du 29 septembre au 8 octobre 1918.

## Localisation
Le mémorial est édifié à 500 mètres à l'est de Bellenglise, près de la D 1004. On y accède par un sentier. De là, on aperçoit  à 2 km au nord-ouest l'imposant Mémorial de la 4e division australienne.
49° 55' 30 N - 3° 15' 6 E

## Inscription
Traduction de l'inscription figurant sur le mémorial:" A la mémoire des officiers et soldats de la 46e North Midlands Division qui ont donné leur vie pour leur pays à Ypres, Hohenzollern Redoubt, Gommecourt, Lens, Bellenglise, Ramicourt, Mannequin Hill et Andigny-les-Fermes.

## Galerie

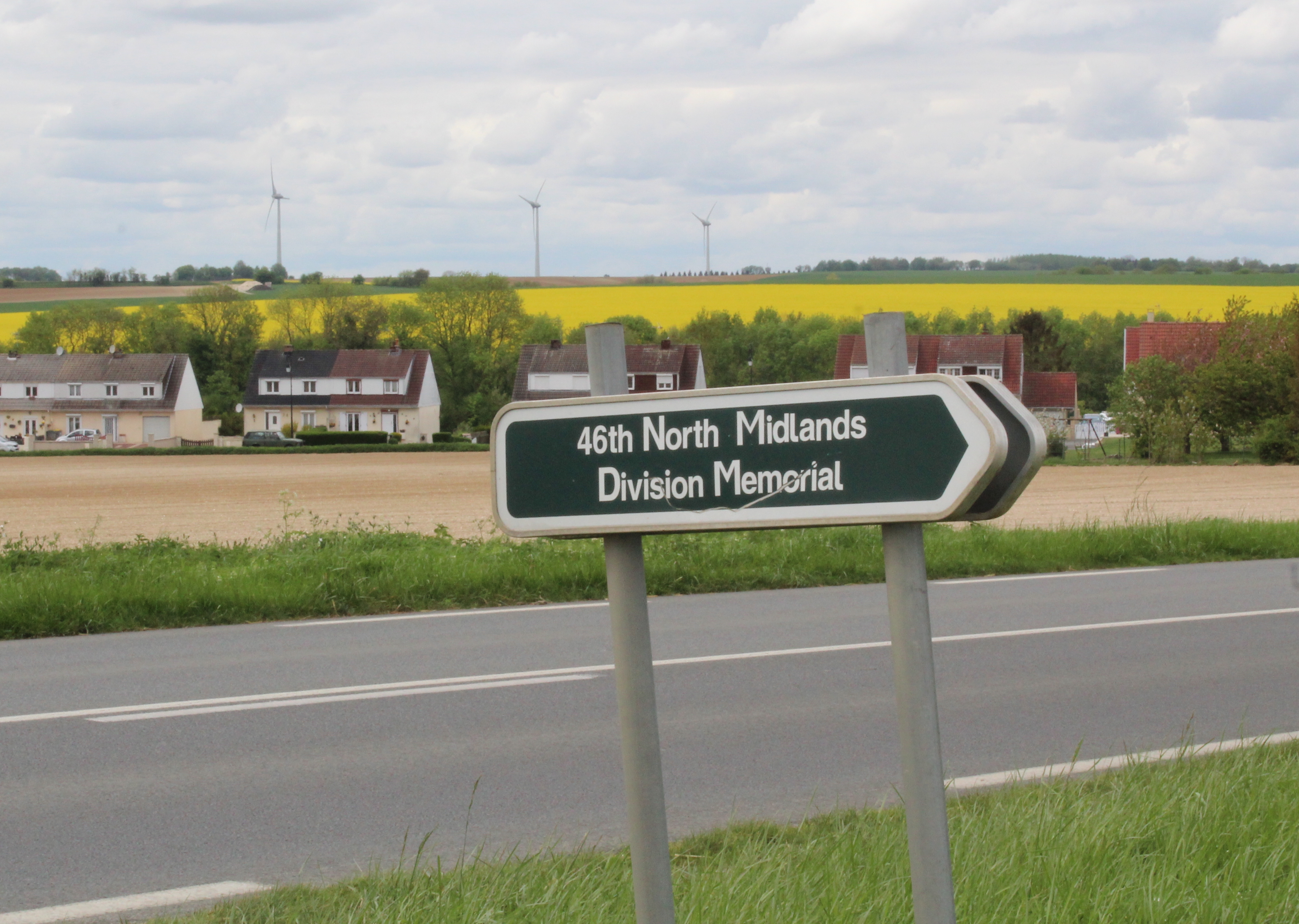
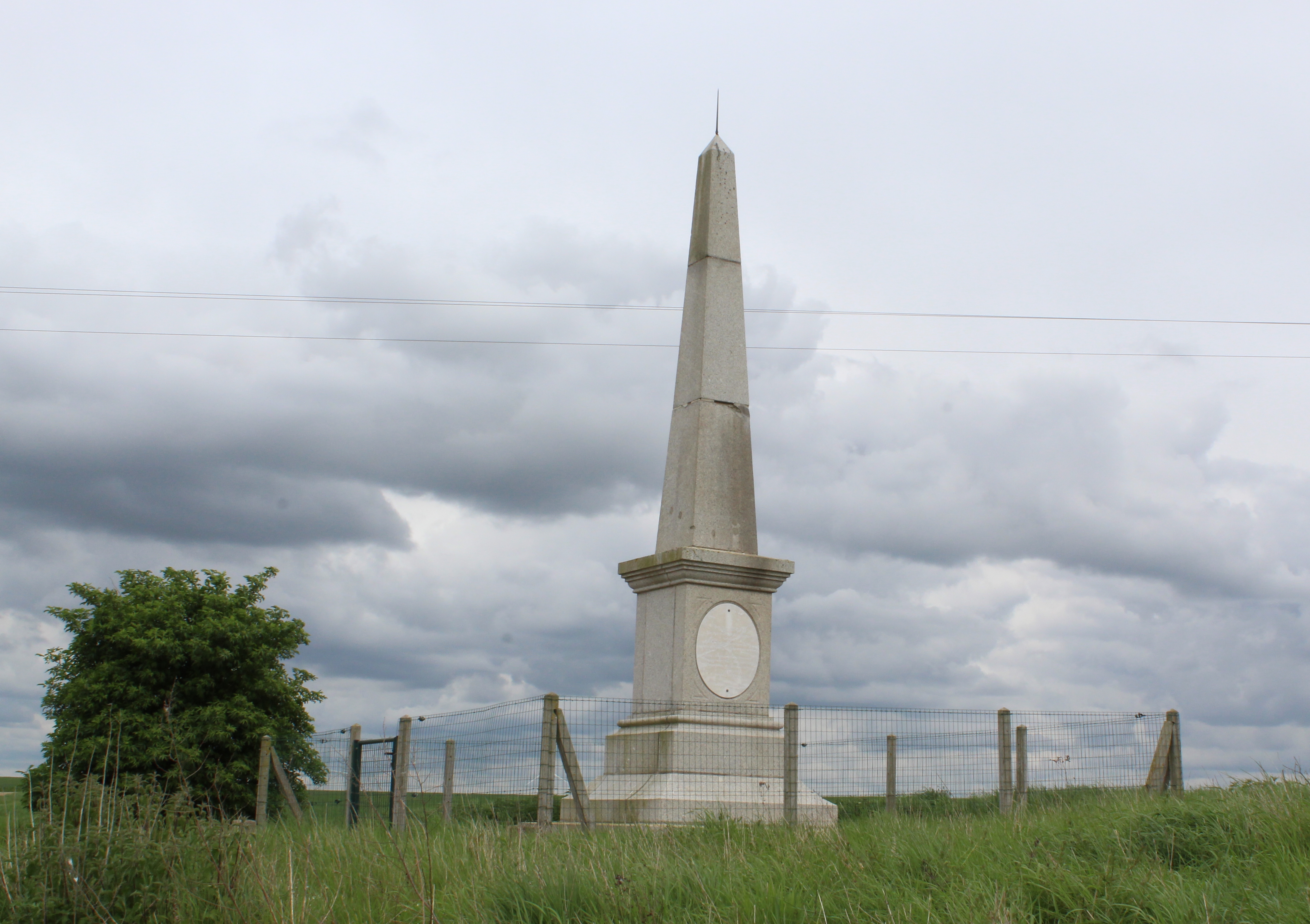
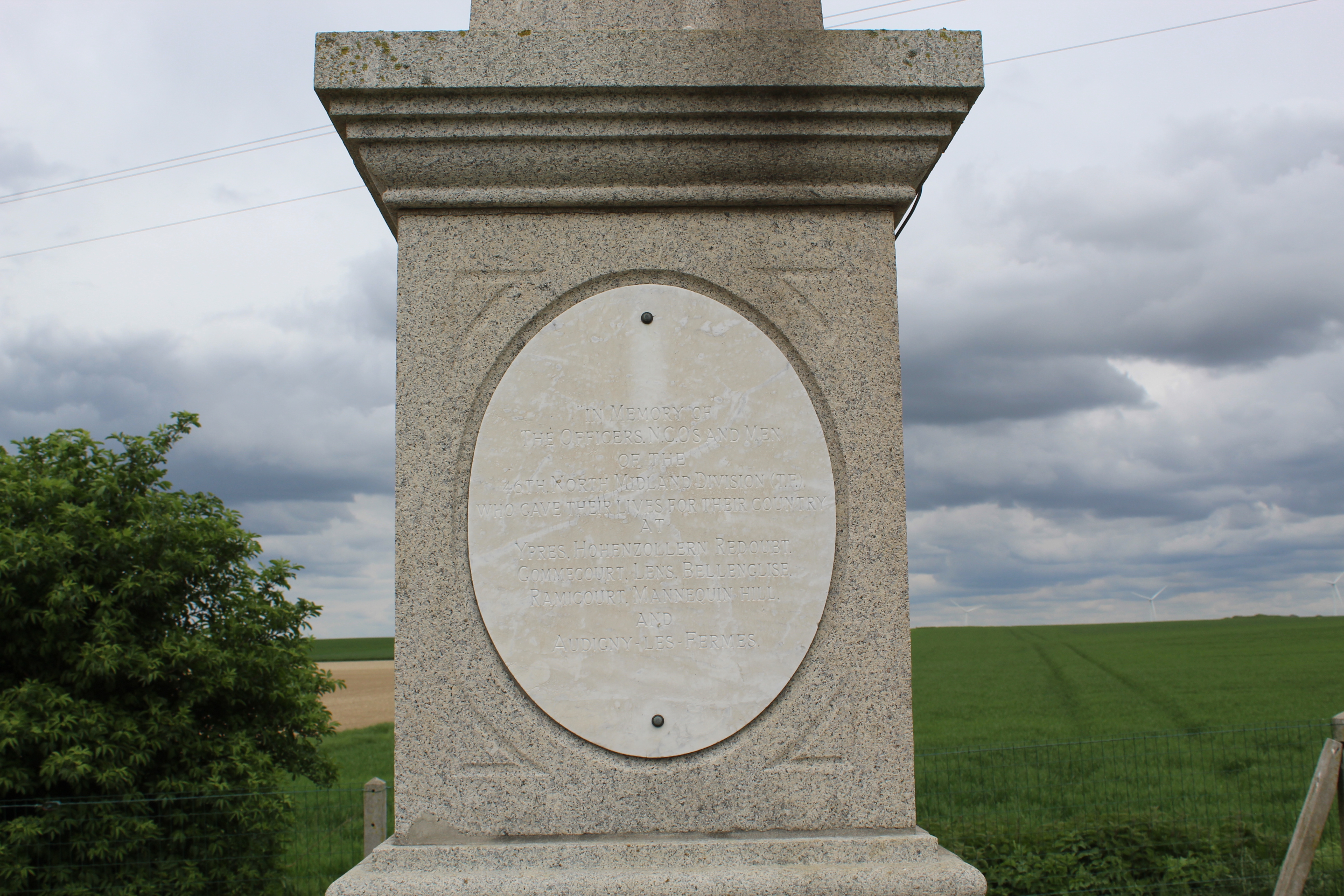
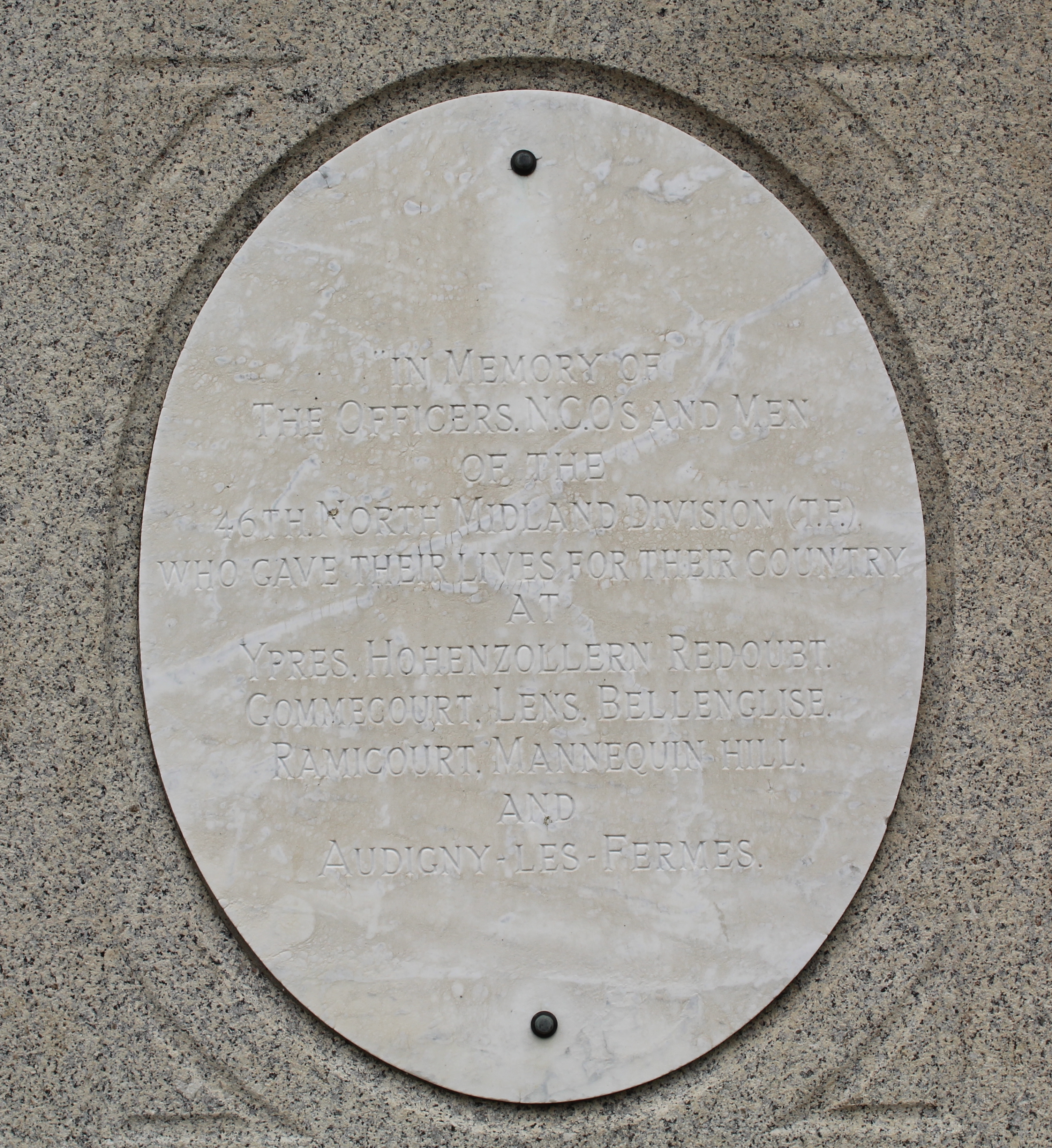